# Benediction (Angel)
Benediction conocido en América Latina y en España como Bendición es el vigésimo primer episodio de la tercera temporada de la serie de televisión estadounidense Ángel. El episodio fue escrito y dirigido por Tim Minear. Se estrenó en los Estados Unidos el 29 de abril de 2002.
En este episodio Ángel trata de restablecer su relación con su hijo quien considera como su verdadero padre a su peor enemigo Holtz. Por otra parte la relación entre Cordelia y Groosalugg comienza a enfriarse cada vez más. Holtz se reúne con Justine para poder en marcha su último plan de vengarse en contra de Ángel. 

## Argumento
Ángel regresa al vestíbulo del hotel, un poco malherido del tiroteo. Esto calma al resto del equipo que se encontraba temiendo por la vida de su jefe. Ángel le confirma a sus amigos que por fin ha razonado con su hijo, que prefiere llamarse Steven y que podría venir al hotel de visita. 
En un hotel de Los Ángeles, Connor reserva una habitación para el y para su padre adoptivo. Connor se siente culpable de no haber podido asesinar a su padre biológico cuando tuvo la oportunidad. Holtz lo apacigua comentándole que valora su esfuerzo y lo alienta a acercarse a Ángel para vigilarlo de cerca y aprender la manera de poder asesinarlo. 
De regreso en el Hyperion, Fred, con ayuda de un extraño artefacto que le entrega Lorne, comienza a rastrear la radiación de Quortoc con tal de rastrear a la forma de vida que pudo haber escapado de la dimensión además de Connor. La búsqueda es interrumpida con la inesperada aparición de Connor quien ha venido al hotel para cumplir con las órdenes de Holtz a escondidas. Cordelia tiene una visión de una chica acechada por vampiros en un club nocturno; Ángel decide tomar la misión y le invita a Connor a unirse a la causa. 
En el club nocturno, Wesley asiste por petición de una carta anónima, que resultó ser enviada por Lilah. En un principio Wesley sospecha que la abogada trata de reclutarlo de nuevo para W&H, pero Lilah se lo desmiente al comentarle que armó una escena para él: una banda de vampiros que se dirigen a matar a Justine. Los vampiros son derrotados por Ángel y Connor quienes con sus habilidades en el combate parecidas consiguen rescatar a Justine de una muerte segura y desarrollan un pequeño lazo de cariño. Wesley se da cuenta de que el muchacho que acompaña a Ángel es el propio Connor. 
En el Hyperion, Cordelia descubre una nueva etapa de su poder al purificar el alma de Connor que alojaba en él la esencia de la dimensión infernal donde creció. 
Justine sospecha de Connor y lo sigue hasta el hotel donde se ve sorprendida de ver a Holtz de nuevo. Gunn y Fred rastrean las ondas de la dimensión por la ciudad y ven en el hotel sorprendidos a Holtz. Ambos le informan de esto a Ángel, quien al escuchar que Holtz está en la ciudad decide ajustar cuentas con el cazavampiros no sin antes pedirles a Gunn y a Fred que distraigan a Connor. Los novios deciden llevarse al muchacho al mar, pero cuando discuten los planes de Ángel, Connor los escucha con un oído sobrehumano y corre despavorido a alcanzar a Holtz. En el hotel Ángel confronta a Holtz y tras una larga conversación decide dejarlo vivir al escuchar que el cazador dejará en libertad a Connor. Cuando el vampiro se va, Justine siguiendo las órdenes del propio Holtz, apuñala dos veces a quien fue su mentor y padre y lo deja desangrarse para hacerlo parecer un asesinato de Ángel. Connor llega tarde y al ver el cadáver de su padre, este llega a una sola conclusión: Ángelus. 

## Elenco

### Principal
- David Boreanaz como Ángel.
- Charisma Carpenter como Cordelia Chase.
- Alexis Denisof como Wesley Wyndam-Pryce.
- J. Agust Richards como Charles Gunn.
- Amy Acker como Fred Burkle.

## Producción

### Doblaje al español
En el doblaje latinoamericano algunos personajes de la serie cambiaron de intérpretes: Mariana Gómez que interpretó a Fred por casi toda la temporada fue sustituida por Azucena Martínez, Rafel Rivera que interpretó a Connor en sus dos primeras apariciones es reemplazado por Jesús Barrero, Rafael Quijano quien había interpretado a Lorne desde su primera aparición en la segunda temporada es sustituido por José Gilberto Vilchis y Sergio Gutiérrez, quien había interpretado a Holtz, es sustituido por un actor de doblaje no identificado.

## Continuidad
- La relación entre Cordelia y el Groosalugg baja a un nuevo nivel.
- Tanto Lorne como Holtz hacen referencia el poco tiempo que duró la desaparición de Connor en la tierra.
- Fred se identifica con Connor porque también estuvo atrapada en una dimensión por años.